# Artogne
Artogne là một đô thị trong tỉnh tỉnh Brescia thuộc vùng Lombardia, Ý. Đô thị này có diện tích 21 km², dân số 3135 người. Các đơn vị dân cư trực thuộc là: Các đô thị giáp ranh gồm: 
Bovegno, Darfo Boario Terme, Gianico, Pezzaze, Pian Camuno, Pisogne, Rogno